# Morchies Military Cemetery
Morchies Military Cemetery is een Britse militaire begraafplaats met gesneuvelden uit de Eerste Wereldoorlog, gelegen in de Franse gemeente Morchies in het departement Pas-de-Calais. 
De begraafplaats werd ontworpen door William Cowlishaw en ligt vlak bij de gemeentelijke begraafplaats in een veld op 520 m ten noorden van het centrum van de gemeente (Église Saint-Vaast). Ze heeft een rechthoekig grondplan met een oppervlakte van ruim 660 m² en wordt omsloten door een bakstenen muur. Vanaf de weg bereikt men via een stenen trap met negen opwaartse treden en een pad van 70 meter het terrein met de graven. Een eenvoudig metalen traliehek sluit de begraafplaats af en het Cross of Sacrifice staat centraal bij de noordoostelijke muur. 
De begraafplaats wordt onderhouden door de Commonwealth War Graves Commission. Er worden 176 doden herdacht waaronder 74 niet geïdentificeerde.

## Geschiedenis
Morchies werd vanaf eind augustus 1914 tot 19 maart 1917 door Duitse troepen bezet. Op 20 maart werd het na de terugtrekking van de Duitsers op de Hindenburglinie door Britse troepen bezet. Op 21 maart 1918 kwam het dorp opnieuw in Duitse handen maar in september 1918 werd het definitief heroverd door de Britten. De begraafplaats werd in april 1917 aangelegd en bleef in gebruik tot januari 1918. 
In maart 1918 werden door de Duitsers in de rijen B, C en D 76 Britse en 15 Duitse gesneuvelden begraven. Later dat jaar werden door de Britten in de rijen A, D en E nog bijzettingen verricht.
Onder de geïdentificeerde doden zijn er 72 Britten, 17 Australiërs en 10 Duitsers.
Voor acht Britten werden Special Memorials opgericht omdat hun graven niet meer gelokaliseerd konden worden en men neemt aan dat ze onder naamloze grafzerken liggen.
Negen soldaten en een matroos worden herdacht met een Duhalow Block omdat zij oorspronkelijk door de Duitsers in Morchies werden begraven maar hun graven werden door artillerievuur vernietigd en niet meer teruggevonden. 

### Onderscheiden militairen
- J.S. Boast, kapitein bij het South Lancashire Regiment werd onderscheiden met het Military Cross (MC).
- Arthur William Macnamara, luitenant bij de Royal Air Force werd onderscheiden met het Distinguished Flying Cross (DFC).
- T.A. O’Hara, sergeant bij de Lancashire Fusiliers werd onderscheiden met de Distinguished Conduct Medal (DCM).
- E.T. Ferguson, korporaal bij de Royal Garrison Artillery werd onderscheiden met de Military Medal ((MM).